# Kirkcudbrightshire
Kirkcudbrightshire (także Kirkcudbright, East Galloway, Stewartry of Kirkcudbright lub The Stewartry, gael. Siorrachd Chille Chuithbeirt) – hrabstwo historyczne w południowo-zachodniej Szkocji, z ośrodkiem administracyjnym w Kirkcudbright. Współcześnie teren hrabstwa znajduje się w granicach jednostki administracyjnej Dumfries and Galloway.
Położone było nad północnym brzegiem zatoki Solway Firth (Morze Irlandzkie). Wybrzeże przeważająco urwiste, rozczłonkowane przez estuaria rzek Nith, Urr, Dee, Fleet i Cree. Większa część hrabstwa położona była na obszarze Wyżyny Południowoszkockiej. Północno-zachodnią część hrabstwa zajmowało pasmo górskie Galloway Hills, w jego obrębie najwyższy szczyt – Merrick (843 m n.p.m.). Krajobraz pofałdowany, poprzecinany licznymi dolinami. Powierzchnia hrabstwa w 1887 roku – 2325 km², w 1951 roku – 2323 km² (3% terytorium Szkocji). Liczba ludności w 1887 roku – 42 127, w 1951 roku – 30 725 (0,6% populacji Szkocji).
Hrabstwo znajdowało się dawniej we władaniu lordów Galloway, posiadających szeroką autonomię. Do XIV wieku zachowało odrębny od reszty Szkocji kodeks prawny. Podporządkowane władzy królewskiej zostało w 1455 roku, w okresie panowania Jakuba II. Reprezentantem władzy królewskiej na terytorium hrabstwa był namiestnik (steward), a nie – jak w innych hrabstwach – szeryf, stąd wariantowa nazwa tego hrabstwa to „namiestnictwo” (The Stewartry).
Głównymi ośrodkami miejskimi były Kirkcudbright, Castle Douglas, Dalbeattie, Gatehouse of Fleet, New Galloway i St John's Town of Dalry. Do głównych gałęzi lokalnej gospodarki należały hodowla bydła, rybołówstwo, wydobycie granitu, przemysł włókienniczy i papierniczy. Do lokalnych zabytków należą ruiny cysterskich klasztorów Dundrennan z XII wieku i Sweetheart z XIII wieku.
Kirkcudbrightshire otoczone było przez hrabstwa Dumfriesshire na wschodzie, Ayrshire na północy i Wigtownshire na zachodzie. Z tym ostatnim tworzy krainę historyczną Galloway. Zlikwidowane w wyniku reformy administracyjnej w 1975 roku, weszło w skład regionu administracyjnego Dumfries and Galloway.